# Blue System
Blue System a fost un grup muzical german de muzică Pop, fondat de Dieter Bohlen, în 1987, după destrămarea Modern Talking.

## Istorie
Grupul era format din Dieter Bohlen (compozitor, producător, vocal), Joachim Vogel (chitară), Jeanne Dupuy și Frank Otto (baterie). În 1988, Otto Frank a fost înlocuit de Michel Rollin. După ce în 1991 a aderat Achim Striben (clape). În 1992 Dirk Sauer, Rene Engelman și Fritsch Wolfgang s-au alăturat grupului, în timp ce Joachim Vogel a plecat.
Însă vocile principale ale Blue System au fost : Dieter Bohlen (voce principală) , Rolf Kohler (refrenuri) , Michael Scholz (cor) și Detlef Wiedeke (cor) .Luis Rodriguez de asemenea este co-producător a majoritatea dintre albume. 
Rolf Kohler, Michael Scholz și Detlef Wiedeke nu au fost niciodată creditați pe albumele Blue System, ei fiind corul studioului Hansa. 
O parte din single-urile grupului, cum ar fi "Sorry Little Sarah" și "Magic Symphony" au fost foarte populare și au intrat in topurile dance. Grupul a lansat o serie de clipuri video din cântecele lor, care au fost afișate pe principalele canale de televiziune germane. Blue System a dat, de asemenea, o mulțime de concerte în Germania și afară (Rusia).

## Discografie

### Albume
- 1987 Walking on a Rainbow
- 1988 Body Heat
- 1989 Twilight
- 1990 Obsession
- 1991 Seeds Of Heaven
- 1991 Deja Vu
- 1992 Hello America
- 1993 Backstreet Dreams
- 1994 21st Century
- 1994 X-Ten
- 1995 Forever Blue
- 1996 Body To Body
- 1997 Here I Am

### Single-uri
| 1987                                    | "Sorry, Little Sarah"                    | 10 | 6  | 14 | —  |  | Walking on a Rainbow |
| 1988                                    | "Big Boys Don't Cry" (doar în Danemarca) | —  | —  | —  | —  |  | Walking on a Rainbow |
| 1988                                    | "She's A Lady" (doar în Spania)          | —  | 14 | —  | —  |  | Walking on a Rainbow |
| 1988                                    | "My Bed is Too Big"                      | 4  | —  | 10 | —  |  | Body Heat            |
| 1988                                    | "Under My Skin"                          | 12 | —  | 6  | 18 |  | Body Heat            |
| 1988                                    | "Silent Water"                           | 16 | —  | 13 | —  |  | Body Heat            |
| 1989                                    | "Love Suite"                             | —  | —  | 14 | —  |  | Body Heat            |
| 1989                                    | "Magic Symphony"                         | 23 | —  | 10 | 21 |  | Twilight             |
| 1989                                    | "Love Me on the Rocks"                   | —  | —  | —  | —  |  | Twilight             |
| 1990                                    | "48 Hours"                               | 28 | —  | 29 | —  |  | Obsession            |
| 1990                                    | "Love Is Such a Lonely Sword"            | 13 | —  | 16 | —  |  | Obsession            |
| 1990                                    | "When Sarah Smiles"                      | —  | —  | 63 | —  |  | Obsession            |
| 1991                                    | "Lucifer"                                | 8  | —  | 25 | —  |  | Seeds of Heaven      |
| 1991                                    | "Testamente D'Amelia"                    | —  | —  | 34 | —  |  | Seeds of Heaven      |
| 1991                                    | "Déjà Vu"                                | 16 | —  | 12 | —  |  | Déjà Vu              |
| 1991                                    | "It's All Over" (with Dionne Warwick)    | —  | —  | 60 | —  |  | Déjà Vu              |
| 1992                                    | "Romeo & Juliet"                         | 22 | —  | 25 | —  |  | Hello America        |
| 1992                                    | "I Will Survive"                         | 30 | —  | —  | —  |  | Hello America        |
| 1993                                    | "History"                                | —  | —  | 26 | —  |  | Backstreet Dreams    |
| 1993                                    | "Operator"                               | —  | —  | 87 | —  |  | Backstreet Dreams    |
| 1994                                    | "6 Years - 6 Nights"                     | —  | —  | 47 | —  |  | 21st Century         |
| 1994                                    | "That's Love"                            | —  | —  | —  | —  |  | 21st Century         |
| 1994                                    | "Dr. Mabuse"                             | —  | —  | —  | —  |  | X–Ten                |
| 1995                                    | "Laila"                                  | —  | —  | 29 | —  |  | Forever Blue         |
| 1996                                    | "Only with You"                          | —  | —  | 58 | —  |  | Body to Body         |
| 1996                                    | "For the Children"                       | —  | —  | 67 | —  |  | Body to Body         |
| 1996                                    | "Body to Body"                           | —  | —  | —  | —  |  | Body to Body         |
| 1997                                    | "Anything"                               | —  | —  | 79 | —  |  | Here I Am            |
| 1998                                    | "Love Will Drive Me Crazy"               | —  | —  | —  | —  |  | Here I Am            |
| "—" denotes releases that did not chart |                                          |    |    |    |    |  |                      |